# Prueba anecdótica
En el contexto científico y judicial se denomina prueba anecdótica o falacia de la evidencia anecdótica a hechos que, pudiendo ser ciertos o no, son utilizados para llegar a conclusiones que no pueden ser deducidas de ellos. Esta quiebra del proceso deductivo se puede producir bien por la falta de conocimiento de los detalles, que impide rechazar hipótesis alternativas, o por no ser generalizables a los supuestos que propone la conclusión.
Es una falacia lógica frecuentemente utilizada por los defensores de pseudociencias, medicinas alternativas y fenómenos religiosos.
Tampoco confundir la subjetividad a lo intangible con la objetividad a lo tangible sobre una prueba, como pueda ser decir tener pruebas de un audio de lo que dijo, pero esto no quiera decir que pruebe lo que dice, pudiendo ver una confusión entre la prueba del hecho y lo que se dice.

## Contexto científico
En la ciencia las definiciones de evidencia anecdótica comprenden:
- «Las observaciones o indicaciones informales que no han pasado por un análisis riguroso o científico».
- «La información transmitida de boca en boca pero no documentada científicamente».

La evidencia anecdótica puede tener diferentes grados de formalidad. Por ejemplo, en medicina, la evidencia anecdótica publicada por un observador capacitado (un médico) se denomina reporte de caso y es sometida a revisión formal por pares. Aunque dicha evidencia no se considera concluyente, los investigadores a veces pueden considerarla como una invitación a un estudio científico más riguroso del fenómeno en cuestión. 
El término «prueba anecdótica» se suele usar en contraposición a «prueba científica». Un hecho aportado como prueba a favor de una hipótesis puede ser calificado como anecdótico si la información no está basada en hechos o un estudio riguroso. También se considera anecdótica la información obtenida de rumores y el boca a boca, pero sin ninguna otra documentación o prueba. También se considera prueba anecdótica aquella que es demasiado específica como para permitir una generalización de sus conclusiones.
Aunque la prueba anecdótica no es válida como prueba de la validez de una hipótesis, si está adecuadamente documentada, puede ser útil como indicio para orientar futuros estudios sistemáticos sobre la materia. Así, por ejemplo, en medicina es frecuente la publicación de «comunicación de casos» (case report, en inglés), en los que se detallan los síntomas, diagnóstico, tratamiento y evolución de un paciente. Estos informes de casos singulares son útiles para orientar investigaciones sistemáticas que confirmen o desmientan las características de ciertos tratamientos y para apuntar la posibilidad de posibles reacciones adversas de algunos medicamentos.
Los investigadores pueden usar la prueba anecdótica para sugerir nuevas hipótesis, pero no como prueba.

## Prueba anecdótica y lógica errónea
La evidencia anecdótica es frecuentemente no científica o pseudocientífica por estar afectada de varios tipos de sesgos cognitivos durante la recogida de datos o en su presentación. Por ejemplo, alguien que afirme haber tenido un encuentro con un ser sobrenatural o un alienígena puede contar una historia muy intensa, pero no es falsable.
La prueba anecdótica también es interpretada de forma errónea por medio de la disponibilidad heurística, que conduce a sobreestimar una prevalencia. Cuando se puede establecer fácilmente una relación causa-efecto, se suele sobreestimar la probabilidad de que la causa conduzca al efecto. En concreto, las anécdotas vívidas y con carga emocional parecen más probables, y se les da mayor importancia. Relacionado con esto está el hecho de que normalmente es imposible saber para cada anécdota, la proporción de gente que no la comunica.
Una forma común de que la prueba anecdótica se convierta en no científica es mediante un razonamiento falaz, como la falacia post hoc ergo propter hoc, que asume que si un suceso ocurre después que otro, el primero es la causa del segundo. Otro error viene dado por el uso equivocado del razonamiento inductivo. Si una anécdota conlleva la conclusión deseada en lugar de la lógica se considera que es una generalización imperfecta o apresurada. Un ejemplo de este tipo de falacia es el siguiente razonamiento:
«Hay pruebas abundantes de que beber agua cura el cáncer; la semana pasada leí el caso de una niña que se estaba muriendo de cáncer y se curó después de beber agua».
Las anécdotas de este tipo no prueban nada. La probabilidad de obtener un resultado determinado viene dado por múltiples factores, no sólo uno. Casos individuales seleccionados no prueban nada. Las anécdotas también pueden hacer referencia a excepciones, en lugar de la regla.
De forma más general, cuando se encuentra una correlación estadística entre dos hechos no prueba por sí mismo que exista una relación causal. Un ejemplo clásico de esta falacia es el hecho de que el número de piratas en los mares ha disminuido de forma constante desde el siglo XVIII. Al mismo tiempo, la temperatura media de la Tierra ha aumentado de forma constante, por lo tanto, el calentamiento global está causado por la falta de piratas.
En el caso concreto de la medicina, la prueba anecdótica también está afectada por el efecto placebo. Está bien establecido que las expectativas de un paciente (o de un médico) pueden alterar el resultado de un tratamiento. Sólo los estudios clínicos de doble ciego, aleatorizados y con control del placebo pueden confirmar una hipótesis sobre la efectividad de un tratamiento independientemente de las expectativas.